# II. Omár omajjád kalifa
Omár ibn Abd al-Azíz (arab betűkkel عمر بن عبد العزيز – ʿUmar ibn ʿAbd al-ʿAzīz; 682. november 2. – Aleppó, 720. január 31.) volt a szunnita iszlám tizenkettedik kalifája (uralkodott 717-től haláláig), egyben a 750-ig uralkodó Omajjád-dinasztia ún. marvánida ágának ötödik tagja. Rendkívüli vallásossága miatt az utókor igen nagyra becsülte.

## Útja a trónig
Omár atyja, Abd al-Azíz egyiptomi emír I. Marván kalifa fia, Abd al-Malik fivére volt, édesanyja, Umm Ászim pedig atyja, Ászim révén I. Omár kalifa unokája volt. Vagy Egyiptomban, vagy Medinában született, Mekkában nevelték fel mély vallásosságban. Atyja halálakor Abd al-Malik Damaszkuszba hívatta, és hozzáadta lányát, Fátimát, majd kinevezték Medina kormányzójának. Emírként tanácsot állított fel, és annak segítségével igazságosan, hatékonyan irányította tartományát egészen unokatestvére, I. al-Valíd trónra kerüléséig. Számos iraki alattvaló menekült ugyanis al-Haddzsádzs ibn Júszuf kemény kezű uralma elől Omár tartományába, amire az megneheztelt, és rávette Valídot, hogy menessze kegyes rokonát. A volt helytartó továbbra is Medinában maradt. Miután Ajjúb, a kiszemelt trónörökös elhunyt, Szulejmán őt jelölte ki utódjának valamely másik fiúgyermeke vagy öccse helyett. Omár csak nagy nehezen fogadta el az örökösi státuszt.

## Kalifátusa
Uralkodóként aszketikusnak mondható életet élt. Elődeivel és utódaival ellentétben megvetette a gazdagságot, rossz ruhában járt, szűk házakban élt, magánvagyonát és a kapott ajándékokat pedig az államkincstárba helyeztette át. Állítólag még a damaszkuszi Omajjád-mecset díszeitől való megfosztása is megfordult a fejében, és csak azért nem hajtatta végre a parancsot, mert megtudta, hogy a gyönyörű alkotást Konstantinápolyban irigységgel szemlélik. Puritán életvitele mellett nagy súlyt fektetett az iszlám erősítésére. Az egység irányába tett lépésként betiltotta Ali I. Muávija óta szokásos, pénteki ima után következő átkozását, helyette egy Korán-verssor recitálását adta parancsba. A törvények betartatásának szándéka látható azon törekvésén, hogy betiltsa azokat az ivókat és fürdőket, ahol férfiak és nők keveredhettek. A hagyomány Omárhoz köti a prófétai hagyományok (hadíszok) első kompilációjának elkészíttetését (ld. Ibn Siháb az-Zuhri, Abu Bakr ibn Muhammad ibn Hazm).
A korrupt kormányzókat leváltotta, így járt a Szulejmán alatt Irakot és Hurászánt igazgató Jazíd ibn al-Muhallab is. A jogtudósokat és teológusokat nagy tiszteletben tartotta, és nagyobb függetlenséget adott a bíróknak (kádik).

### A maváli
II. Omárra különösen jó fényt vetett az utókor szemében a maváli (esz. maula) irányában képviselt politikája. Maválinak (kb. „kliensek”) nevezték azokat, akik a muszlim arabok hódítása után eredeti dzimmi-státuszukat feladva csatlakoztak az iszlámhoz. Ilyen tömeges áttérésre elsősorban Iránban került sor Abd al-Malik idején – oly mértékben, hogy Haddzsádzs megtiltotta az áttérést. Ennek anyagi okai voltak: a muszlim hódítók ugyanis nem birtokolhattak földet, de jóval kevesebb adót is kellett fizetniük, ezzel szemben a hódoltatott más vallásúak megmaradtak földjük urainak, ám több adóval tartoztak. A probléma akkor érkezett el, amikor az adóterhek csökkentése érdekében a helyiek is tömegesen kezdtek áttérni az iszlámra. Ezzel egy muszlim földtulajdonos réteg alakult ki, amely elvileg egyenlő volt az umma többi tagjával, azaz kevesebb adóval tartozott. Ez azonban hatalmas kiesést jelentett a központi bevételek tekintetében, így az Omajjádok inkább hátráltatták az iszlám terjedését, mintsem vallási kötelességüknek megfelelve aktívan propagálták volna.
Omár ezzel szemben a pietista szellemiség jegyében cselekedett, így olyan reformokat hajtott végre a pénzügyek terén, amelyek a különbségeket mérsékelték, sőt kiküszöbölni látszottak. A maválit kisebb adók sújtották, a hadseregbe lépő tagjaik is részesültek ettől kezdve a penzióban, az ellenséges szogdoknak és berbereknek pedig adómentességet ajánlottak arra az esetre, ha áttérnének. A kalifa dzimmikkel szemben is hangsúlyozottan igazságosan bánt, bár szigorúan betartatta az Omár idején bevezetett megkülönböztetést.

### Hadügyek
Omár nem tartozott a nagy hódítók közé. Már az ő uralkodása alatt ért véget a Szulejmán alatt indított arab hadjárat Konstantinápoly ostromára – a kitartó bizánci ellenállás, a kemény tél és a bolgár támadás által meggyengített muszlimok 718. augusztus 15-én indultak haza. A keleti terjeszkedést a békés, térítő szándékú pacifikálás váltotta fel egy időre. Azerbajdzsánban a betörő türkökkel kellett felvenni a harcot.
Az Ibériai-félszigeten folytatódtak a hadműveletek. 718 körül került sor Pelayo, egy vizigót nemes lázadására és covadongai győzelmére a hódítókkal szemben, melyet szokás a reconquista kezdőpontjának tekinteni. 719/720-ban asz-Szamh emír vezetésével az arabok átkeltek a Pireneusokon, elfoglalták Narbonne-t, és későbbi hódításaik kiindulópontjának rendezték be.

## Hagyatéka
II. Omár a legnépszerűbb Omajjádok közé tartozott, nem ritkán az „ötödik helyesen vezetettnek” nevezték mély vallásossága miatt, azonban takarékossága és korrupcióellenessége ellenállást váltott ki a nemrég felemelkedett, luxushoz szokott arisztokrácia körében. Omár mérgezés áldozata lett. Amikor halálos ágyán megtudta, ki az elkövető, megbocsátott neki, majd a törvények értelmében őt megillető kártérítést átvéve azt az államkincstárba utalta. Unokatestvére, II. Jazíd, Szulejmán öccse követte a trónon. Megbecsültségét jelzi, hogy  az Omajjád-mecsetben I. Muávija mellett csak az ő sírját nem rongálták meg a későbbiekben.